# Die Organisation
Die Organisation (engl. Originaltitel:  The Organization ) ist ein US-amerikanischer Thriller von Don Medford aus dem Jahr 1972. Er basiert auf dem gleichnamigen Roman von John Ball. Es ist der letzte Film einer Trilogie um den schwarzen Polizisten Virgil Tibbs. Der Kinostart erfolgte am 16. November 1972.

## Handlung
Nach einem Einbruch in die Zentrale einer Möbelfabrik in San Francisco wird die Polizei gerufen. Einer der Geschäftsführer wurde ermordet und ein Wachmann erschlagen. Es handelt sich offenbar nicht um einen Raubüberfall, da der Geschäftsführer durch Schüsse aus zwei verschiedenen Waffen getötet wurde, nichts gestohlen wurde und es noch mehrere andere ungeklärte Fakten gibt.
Virgil Tibbs wird von einer Gruppe ehemaliger Junkies kontaktiert, die den Einbruch begangen und Heroin im Wert von vier Millionen US-Dollar gestohlen hat. Die Jugendlichen erklären, dass die Möbelfabrik als geheimes Rauschgiftdepot dient. Sie hatten gehofft, der Einbruch würde dazu führen, dass die Polizei gegen das Unternehmen selbst ermittelt und mit dem Heroin an die Anführer der Organisation gelangen will. Tibbs verhaftet einen Wachmann, um ihn zu befragen, doch dieser wird ermordet, während er im Polizeiauto sitzt.
Tibbs erklärt sich bereit, der Gruppe zu helfen, wenn sie mit ihm kooperiert. Ein Mitglied der Gruppe wird von den Drogenhändlern gejagt und verprügelt, ein anderer wird ermordet. Tibbs selbst gerät bei seinen Vorgesetzten unter Verdacht, als die Drogenabteilung ihn mit den gestohlenen Drogen in Verbindung bringt, woraufhin er aus dem Fall abgezogen und suspendiert wird.
Er überredet einen seiner Kollegen, ihm mit Informationen über die Scheinfirma hinter dem Drogenhandel zu helfen. Einer der Jugendlichen, Juan, kontaktiert die Drogendealer und bietet ihnen die Drogen für 500.000 Dollar zurück. Er richtet es geschickt ein und schlägt vor, die erste Hälfte der Medikamente gegen die Hälfte des Geldes einzutauschen, indem er identische Koffer auf einem sehr belebten Platz benutzt.
Sobald der Austausch stattfindet, „raubt“ einer der anderen Jugendlichen den Koffer mit dem Geld. Der Drogendealer erschießt einen Polizisten und versucht zu fliehen, wird jedoch von Juan angegriffen und verhaftet. Juan bemerkt das Nummernschild am Auto des Kriminellen, der gekommen war, um den Deal zu überwachen. Er entkommt mit dem Geld, verfolgt von einigen Mitgliedern der Bande, durch die Baustelle für die unvollendete Montgomery Street Station.
Tibbs geht zum Haus der Frau des Wachmanns und beschuldigt sie, eine Helferin der Bande zu sein. Er sagt ihr, sie könne wählen, ob sie ins Gefängnis gehen oder wie ihr Ehemann von der Mafia getötet werden soll. Sie gibt nach und identifiziert die beiden Chefs der Organisation.
Sie werden von einer großen Gruppe Polizisten, darunter Tibbs, festgenommen. Doch als sie zum Polizeiauto gebracht werden, werden sie von einem Auftragsmörder erledigt, bevor sie reden können. Tibbs sieht nun, dass er eine Schlacht gewonnen, aber einen Krieg verloren hat.

## Kritiken
Die Redaktion der Zeitschrift Cinema vergab für den Film 5 von 5 Sternen. Moviepilot vergab 5,6 von 10 Punkten.